# Why Tell Me, Why
"Why Tell Me, Why" is een nummer van de Nederlandse zangeres Anita Meyer. Het nummer werd uitgebracht op haar tweede studioalbum Shades of Desire uit 1981. In augustus dat jaar werd het nummer in Europa, Australië, Nieuw-Zeeland en Zuid-Afrika uitgebracht als de tweede single van het album.

## Achtergrond
"Why Tell Me, Why" is geschreven door Piet Souer en Gregory Elias en geproduceerd door Martin Duiser. Destijds werd het nummer gezien als een comebacksingle, aangezien Meyer in 1976 voor het laatst een top 10-hit scoorde.
Souer en Elias lichtten in het televisieprogramma Top 2000 à Go-Go van zaterdagavond 30 december 2023 op NPO 1 de voorgeschiedenis toe. Souer was destijds onder de indruk van Chi Coltrane en Elton John. Hij ging voor het resultaat samenwerken met muziekproducent Martin Duiser. Als tekstschrijver werd Gregory Elias erbij gezocht. Die haalde inspiratie uit onbegrip in de wereld, variërend van racisme tot algemene onverdraagzaamheid, die mede leidden tot internationale conflicten, zoals in het Midden-Oosten en de schermutselingen voorafgaande aan de Irak-Iranoorlog. Hij zag wel wat in teksten analoog aan A Change Is Gonna Come van Sam Cooke en Imagine van John Lennon. Aan de opnametafel werkten Souer en Duiser het uit ondanks dat de tekst nog niet af was (brabbelen op de melodielijn). Anita Meyer hoorde het resultaat, maar was niet enthousiast. Dat veranderde toen ze definitieve demostudio-opname hoorde.
De single bleek zeer succesvol in Nederland. De plaat was op zaterdag 15 augustus 1981 Favorietschijf bij de NCRV op Hilversum 3 en werd een gigantische hit in de destijds drie landelijke hitlijsten op de nationale publieke popzender. De plaat stond respectievelijk zes en zeven weken op de nummer 1-positie van de Nederlandse Top 40, Nationale Hitparade en de TROS Top 50. In de Europese hitlijst op Hilversum 3, de TROS Europarade, werd de 6e positie bereikt en stond de plaat in totaal negen weken genoteerd.
In België bereikte de plaat de nummer 1-positie van zowel de Vlaamse Radio 2 Top 30 als de voorloper van de Vlaamse Ultratop 50. In Wallonië werd géén notering behaald.
De plaat werd ook in andere landen op single uitgebracht, waaronder het Verenigd Koninkrijk, Duitsland, Oostenrijk, Zwitserland, Frankrijk, Spanje, Scandinavië, Australië en Nieuw-Zeeland, maar werd nergens een hit. Alleen in Nieuw-Zeeland stond de plaat één week op de 49e positie in de hitlijst. In de Top 100 jaarlijst van de Top 40-hits van 1981 werd Meyer verslagen door "How 'Bout Us" van Champaign, maar doordat de single meer dan 200.000 keer werd verkocht, was het wel de meest succesvolle single van het jaar.. De plaat stond dan ook op de nummer 1-positie van de Top 100 van 1981 van de Nationale Hitparade, die op verkoop is gebaseerd. Tevens stond de plaat in zowel 2011 als 2016 op de nummer 1-positie in de Homo 100, die werd uitgezonden door NPO Radio 2.
"Why Tell Me Why" is door een aantal andere artiesten gecoverd in de lokale taal. Zo nam de Zweedse zangeres Carola Häggkvist het nummer op onder de titel "Säg mig var du står" ("Zeg me waar je staat") en zong de Franse zangeres Julie Pietri het nummer als "Je veux croire" ("Ik wil geloven"). Tevens werd het nummer in 2011 gesampled in het nummer "Discotex! (Yah!)" van DJ F.R.A.N.K, die de 45e positie behaalde in de Nederlandse Single Top 100, maar een nummer 1-hit werd in België (Vlaanderen). In navolging daarvan maakte de dj Guilliano ook een remix van het nummer, waarbij de vocalen van Meyer wel intact bleven en zij genoemd werd als mede-uitvoerende. Deze remix behaalde de achtste plaats in de Single Top 100. Het originele nummer keerde als reactie voor drie weken terug in de Single Top 100.
Sinds de allereerste editie in december 1999 staat de plaat onafgebroken genoteerd in de jaarlijkse NPO Radio 2 Top 2000 van de Nederlandse publieke radiozender NPO Radio 2, met als hoogste notering een 469e positie in 2024.

## Hitnoteringen

### Nederlandse Top 40
| Hitnotering: 29-08-1981 t/m 28-11-1981 | Hitnotering: 29-08-1981 t/m 28-11-1981 | Hitnotering: 29-08-1981 t/m 28-11-1981 | Hitnotering: 29-08-1981 t/m 28-11-1981 | Hitnotering: 29-08-1981 t/m 28-11-1981 | Hitnotering: 29-08-1981 t/m 28-11-1981 | Hitnotering: 29-08-1981 t/m 28-11-1981 | Hitnotering: 29-08-1981 t/m 28-11-1981 | Hitnotering: 29-08-1981 t/m 28-11-1981 | Hitnotering: 29-08-1981 t/m 28-11-1981 | Hitnotering: 29-08-1981 t/m 28-11-1981 | Hitnotering: 29-08-1981 t/m 28-11-1981 | Hitnotering: 29-08-1981 t/m 28-11-1981 | Hitnotering: 29-08-1981 t/m 28-11-1981 | Hitnotering: 29-08-1981 t/m 28-11-1981 | Hitnotering: 29-08-1981 t/m 28-11-1981 |
| Week                                   | 1                                      | 2                                      | 3                                      | 4                                      | 5                                      | 6                                      | 7                                      | 8                                      | 9                                      | 10                                     | 11                                     | 12                                     | 13                                     | 14                                     |                                        |
| -------------------------------------- | -------------------------------------- | -------------------------------------- | -------------------------------------- | -------------------------------------- | -------------------------------------- | -------------------------------------- | -------------------------------------- | -------------------------------------- | -------------------------------------- | -------------------------------------- | -------------------------------------- | -------------------------------------- | -------------------------------------- | -------------------------------------- | -------------------------------------- |
| Positie                                | 26                                     | 15                                     | 7                                      | 2                                      | 1                                      | 1                                      | 1                                      | 1                                      | 1                                      | 1                                      | 3                                      | 6                                      | 12                                     | 24                                     | uit                                    |

### Nationale Hitparade / Mega Top 50
| Hitnotering week 1 t/m 17: 29-08-1981 t/m 19-12-1981 Hitnotering week 18 t/m 20: 09-04-2011 t/m 23-04-2011 | Hitnotering week 1 t/m 17: 29-08-1981 t/m 19-12-1981 Hitnotering week 18 t/m 20: 09-04-2011 t/m 23-04-2011 | Hitnotering week 1 t/m 17: 29-08-1981 t/m 19-12-1981 Hitnotering week 18 t/m 20: 09-04-2011 t/m 23-04-2011 | Hitnotering week 1 t/m 17: 29-08-1981 t/m 19-12-1981 Hitnotering week 18 t/m 20: 09-04-2011 t/m 23-04-2011 | Hitnotering week 1 t/m 17: 29-08-1981 t/m 19-12-1981 Hitnotering week 18 t/m 20: 09-04-2011 t/m 23-04-2011 | Hitnotering week 1 t/m 17: 29-08-1981 t/m 19-12-1981 Hitnotering week 18 t/m 20: 09-04-2011 t/m 23-04-2011 | Hitnotering week 1 t/m 17: 29-08-1981 t/m 19-12-1981 Hitnotering week 18 t/m 20: 09-04-2011 t/m 23-04-2011 | Hitnotering week 1 t/m 17: 29-08-1981 t/m 19-12-1981 Hitnotering week 18 t/m 20: 09-04-2011 t/m 23-04-2011 | Hitnotering week 1 t/m 17: 29-08-1981 t/m 19-12-1981 Hitnotering week 18 t/m 20: 09-04-2011 t/m 23-04-2011 | Hitnotering week 1 t/m 17: 29-08-1981 t/m 19-12-1981 Hitnotering week 18 t/m 20: 09-04-2011 t/m 23-04-2011 | Hitnotering week 1 t/m 17: 29-08-1981 t/m 19-12-1981 Hitnotering week 18 t/m 20: 09-04-2011 t/m 23-04-2011 | Hitnotering week 1 t/m 17: 29-08-1981 t/m 19-12-1981 Hitnotering week 18 t/m 20: 09-04-2011 t/m 23-04-2011 | Hitnotering week 1 t/m 17: 29-08-1981 t/m 19-12-1981 Hitnotering week 18 t/m 20: 09-04-2011 t/m 23-04-2011 | Hitnotering week 1 t/m 17: 29-08-1981 t/m 19-12-1981 Hitnotering week 18 t/m 20: 09-04-2011 t/m 23-04-2011 | Hitnotering week 1 t/m 17: 29-08-1981 t/m 19-12-1981 Hitnotering week 18 t/m 20: 09-04-2011 t/m 23-04-2011 | Hitnotering week 1 t/m 17: 29-08-1981 t/m 19-12-1981 Hitnotering week 18 t/m 20: 09-04-2011 t/m 23-04-2011 | Hitnotering week 1 t/m 17: 29-08-1981 t/m 19-12-1981 Hitnotering week 18 t/m 20: 09-04-2011 t/m 23-04-2011 | Hitnotering week 1 t/m 17: 29-08-1981 t/m 19-12-1981 Hitnotering week 18 t/m 20: 09-04-2011 t/m 23-04-2011 | Hitnotering week 1 t/m 17: 29-08-1981 t/m 19-12-1981 Hitnotering week 18 t/m 20: 09-04-2011 t/m 23-04-2011 | Hitnotering week 1 t/m 17: 29-08-1981 t/m 19-12-1981 Hitnotering week 18 t/m 20: 09-04-2011 t/m 23-04-2011 | Hitnotering week 1 t/m 17: 29-08-1981 t/m 19-12-1981 Hitnotering week 18 t/m 20: 09-04-2011 t/m 23-04-2011 | Hitnotering week 1 t/m 17: 29-08-1981 t/m 19-12-1981 Hitnotering week 18 t/m 20: 09-04-2011 t/m 23-04-2011 | Hitnotering week 1 t/m 17: 29-08-1981 t/m 19-12-1981 Hitnotering week 18 t/m 20: 09-04-2011 t/m 23-04-2011 |
| Week | 1 | 2 | 3 | 4 | 5 | 6 | 7 | 8 | 9 | 10 | 11 | 12 | 13 | 14 | 15 | 16 | 17 | | 18 | 19 | 20 | |
| --- | --- | --- | --- | --- | --- | --- | --- | --- | --- | --- | --- | --- | --- | --- | --- | --- | --- | --- | --- | --- | --- | --- |
| Positie | 48 | 18 | 3 | 2 | 1 | 1 | 1 | 1 | 1 | 1 | 1 | 6 | 12 | 20 | 30 | 30 | 46 | uit | 41 | 59 | 94 | uit |

### TROS Top 50
Hitnotering: 20-08-1981 t/m 26-11-1981. Hoogste notering: #1 (6 weken).

### TROS Europarade
Hitnotering: 27-09-1981 t/m 22-11-1981. Hoogste notering: #6 (3 weken).

### NPO Radio 2 Top 2000
| Nummer met noteringen in de NPO Radio 2 Top 2000 | '99 | '00 | '01 | '02 | '03 | '04 | '05 | '06 | '07 | '08 | '09 | '10 | '11 | '12 | '13 | '14 | '15  | '16 | '17 | '18 | '19 | '20 | '21 | '22 | '23 | '24 |
| ------------------------------------------------ | --- | --- | --- | --- | --- | --- | --- | --- | --- | --- | --- | --- | --- | --- | --- | --- | ---- | --- | --- | --- | --- | --- | --- | --- | --- | --- |
| Why Tell Me, Why                                 | 681 | 808 | 648 | 641 | 711 | 676 | 667 | 745 | 540 | 630 | 640 | 520 | 518 | 993 | 789 | 944 | 1016 | 783 | 756 | 666 | 566 | 498 | 525 | 488 | 481 | 469 |

1. ↑  Een vetgedrukt getal geeft de hoogste notering aan.